# Andrzej Sapkowski
Œuvres principales
- Le Sorceleur (1986–2013)
- Trilogie Hussite (2002–2006)

Andrzej Sapkowski ([ˈandʐɛj sapˈkɔfski]), né le 21 juin 1948 à Łódź, est un écrivain polonais, auteur d'histoires fantastiques et de fantasy.
Surnommé « le Tolkien polonais »,, il est principalement connu pour sa saga littéraire Le Sorceleur, qui a été traduite dans plus de 20 langues et adaptée sous forme de jeu vidéo (The Witcher) et de série (The Witcher).

## Biographie
Andrzej Sapkowski a étudié l'économie à l'université de Łódź et, avant de se mettre à l'écriture, a travaillé en tant que représentant de ventes senior pour une compagnie d'échanges internationaux. Sa première nouvelle, Le Sorceleur (Wiedźmin), fut publiée en 1986 dans Fantastyka, le magazine de littérature fantastique polonais de référence, et reçut un énorme succès de la part des critiques. Sapkowski a créé un cycle de contes basé sur le monde du Sorceleur qui comprend deux recueils de nouvelles (rassemblant 13 nouvelles) et six romans (plus deux nouvelles isolées). Ce cycle et ses autres livres ont fait de lui l'un des auteurs fantastiques les plus connus de la Pologne des années 1990.
Le personnage principal du Sorceleur est Geralt de Riv, un mutant qui a été entraîné depuis son enfance à chasser et à détruire monstres et autres vermines. Geralt évolue dans un univers moral ambigu, réussissant à suivre son code éthique personnel cohérent. À la fois cynique et fier, Geralt a été comparé au personnage de Philip Marlowe créé par Raymond Chandler. Le monde dans lequel se déroulent ses aventures est fortement inspiré par l'histoire polonaise et la mythologie slave.
Sapkowski a gagné cinq fois le prix Janusz A. Zajdel (en), trois fois pour les nouvelles Mniejsze zło (Moindre mal) (1990), Miecz przeznaczenia (L'Épée du Destin) (1992), W leju po bombie (Dans un cratère de bombe) (1993), et deux fois pour les romans Krew elfów (Le Sang des Elfes) (1994) et Narrenturm (2002). 
En 2009, il gagne le tout premier prix David-Gemmell du meilleur roman de fantasy pour Krew elfów (Le Sang des Elfes).
En 1997, Sapkowski a remporté le prix Paszport Polityki, remis annuellement aux artistes ayant de fortes perspectives de succès international.
En 2001, une série télévisée basée sur le cycle du Sorceleur est sortie en Pologne, intitulée Wiedźmin (The Hexer). La série sera exportée à l'international quelques années plus tard. Un film du même nom fut monté à partir de la série, mais l'un comme l'autre ont été des échecs commerciaux.
En 2003, il vend les droits d'auteur des histoires du Sorceleur pour une adaptation en jeu vidéo à CD Projekt, pour une somme dérisoire, approximativement autour de 8 200 euros : « J'ai été assez stupide pour leur vendre les droits. Ils m'ont proposé un pourcentage sur leurs profits. J'ai dit non, il n'y aura jamais de profits, donnez-moi tout l'argent maintenant. J'ai été suffisamment stupide pour tout leur confier parce que je n'ai pas cru en leur succès. Mais qui aurait pu deviner ? Pas moi », admet-il ainsi en mars 2017. Après la signature du contrat, ses contacts avec CD Projekt sont ainsi des plus ténus : ni visite des studios, ni demande de consultation, ni questionnement. Sapkowski considère qu'il ne leur doit rien et que sa seule popularité en Pologne aidera à promouvoir les jeux. 
Le 26 octobre 2007, l'éditeur de jeux polonais CD Projekt réalise alors un jeu de rôle PC basé sur cet univers, appelé The Witcher. 
À la sortie du premier opus, la transition de notoriété commence pour Sapkowski : des maisons d'édition ressortent les livres à l'étranger en s'inscrivant dans le battage médiatique autour du jeu et en profitent pour y multiplier les références, par exemple en remplaçant les illustrations originales des livres par des images tirées du jeu. 
Une suite, The Witcher 2 : Assassins of Kings, développée par le studio CD Projekt, est sortie le 17 mai 2011. 
Le 19 mai 2015 est sorti The Witcher 3: Wild Hunt, toujours développé par CD Projekt.
Andrzej Sapkowski se voit récompensé par le prix World Fantasy grand maître 2016.
En mai 2017, il est annoncé qu'une série télévisée intitulée The Witcher est en création en coopération avec Netflix et Sean Daniel Company, avec Tomasz Bagiński en tant que réalisateur et Sapkowski en tant que consultant. Celle-ci est diffusée à partir du 20 décembre 2019 sur Netflix.
En octobre 2018, il est annoncé que se sentant lésé par les bénéfices engrangés par CD Projekt pour les adaptations vidéoludiques de son univers, l’auteur réclame 14 millions d’euros au studio polonais.
Les livres de Sapkowski sont traduits en tchèque, géorgien, hongrois, russe, lituanien, allemand, espagnol, chinois, ukrainien, portugais, finnois, slovaque, bulgare, serbe, italien, néerlandais, turc, estonien, roumain, coréen, suédois, norvégien, croate, anglais et français.

## Œuvres

### La Saga du Sorceleur

#### Recueils de nouvelles
- Le Dernier Vœu, Bragelonne, 2003 ((pl) Ostatnie życzenie, 1993)Contient : Le Sorceleur, La Voix de la raison (en sept parties), Un grain de vérité, Le Moindre Mal, Une question de prix, Le Bout du monde et Le Dernier Vœu. Réédition, Pocket, coll. « Science-fiction » no 5862, 2005
- L'Épée de la providence, Bragelonne, 2008 ((pl) Miecz przeznaczenia, 1992)Contient : Les Limites du possible, Éclat de glace, Le Feu éternel, Une once d'abnégation, L'Épée de la providence et Quelque chose en plus
- (pl) Coś się kończy, coś się zaczyna, 2000Contient huit nouvelles, dont deux seulement concernent l'univers du sorceleur (et l'une de ces deux nouvelles n'a pas été traduite en français)

#### Romans
Cycle principal
1. Le Sang des elfes, Bragelonne, 2008 ((pl) Krew elfów, 1994)
2. Le Temps du mépris, Bragelonne, 2009 ((pl) Czas pogardy, 1995)
3. Le Baptême du feu, Bragelonne, 2010 ((pl) Chrzest ognia, 1996)
4. La Tour de l'hirondelle, Bragelonne, 2010 ((pl) Wieża Jaskółki, 1997)
5. La Dame du lac, Bragelonne, 2011 ((pl) Pani Jeziora, 1999)

Roman indépendant
- La Saison des orages, Milady, 2015 ((pl) Sezon burz, 2013)Un roman qui ne fait pas partie de la saga principale et qui raconte une aventure du sorceleur prenant place au milieu des aventures du recueil Le Dernier Vœu (après la rencontre entre Geralt et Yennefer mais avant le désenvoûtement de la fille de Foltest)

#### Détails concernant la chronologie des nouvelles
En 1986, Andrzej Sapkowski publie sa première nouvelle Le Sorceleur dans le magazine polonais Fantastyka à l'occasion d'un concours organisé par le magazine. Il gagne la troisième place.
Il écrit ensuite quatre nouvelles Un Grain de vérité, Une Question de prix, Le Moindre mal et La Route d'où l'on ne revient pas qui paraissent à leur tour dans Fantastyka.
En 1990, les cinq nouvelles parues dans Fantastyka sortent dans le volume Le Sorceleur.
En 1992, les nouvelles Les Limites du possible, Éclat de glace, Le Feu éternel, Une Once d'abnégation, L'Épée de la providence et Quelque chose en plus sortent dans le volume L'Épée de la providence.
En 1993, les nouvelles La Voix de la raison, Le Bout du monde et Le Dernier Vœu sortent dans le volume Le Dernier Vœu accompagnées de celles du volume Le Sorceleur (à l'exception de La Route d'où l'on ne revient pas). Bien qu'écrites après, les trois nouvelles sont antérieures à celles de L'Épée de la providence dans la chronologie de l'histoire de Geralt de Riv. La nouvelle La Voix de la raison est la suite directe de la nouvelle Le Sorceleur et sert d'interlude entre les autres nouvelles.

### Trilogie Hussite
1. La Tour des fous, Bragelonne, 2020 ((pl) Narrenturm, 2002), trad. Lydia Waleryszak, 576 p.  (ISBN 979-10-281-2100-6)
2. Les Guerriers de Dieu, Bragelonne, 2021 ((pl) Boży bojownicy, 2004), trad. Lydia Waleryszak, 576 p.  (ISBN 979-10-281-2133-4)
3. Lux Perpetua, Bragelonne, 2023 ((pl) Lux perpetua, 2006), trad. Lydia Waleryszak, 576 p.  (ISBN 979-10-281-1960-7)

### Autres œuvres
- L'Œil de Yrrhedes (Oko Yrrhedesa) (1995), jeu de rôle.
- Le Monde du roi Arthur. Maladie (Świat króla Artura. Maladie.) (1995)
- Manuscrit découvert dans une cave de dragon (Rękopis znaleziony w Smoczej Jaskini) (2001)
- Viper (Żmija, 2009), un roman se déroulant pendant la guerre d'Afghanistan.